# レ・バ・ビン
レ・バ・ヴィン（ベトナム語：Lê Bá Vinh / 黎伯榮、朝鮮語: 레바빙 レ・バ・ビン）は、ベトナムの外交官、大使。2018年より在朝鮮民主主義人民共和国ベトナム大使を務めている。

## 駐朝大使として
2018年10月17日に万寿台議事堂で最高人民会議常任委員会の金永南委員長に信任状を捧呈し、駐朝大使として正式に着任した。
ビンが駐朝大使として在任中の2019年2月26日、金正恩朝鮮労働党委員長兼朝鮮労働党中央軍事委員会委員長がベトナムの首都ハノイに到着。この金正恩委員長の訪越は、2月中に開催されるドナルド・トランプ米大統領と第2回米朝首脳会談、および3月1日から2日にかけてのベトナム公式親善訪問を主な目的としていた。2月のトランプ大統領との首脳会談は米朝両国間の友好的なムードを醸成したが、その一方で米朝国交正常化や制裁解除などの具体的な外交成果が結実するには至らなかった。金正恩委員長は3月1日、ベトナムのグエン・フー・チョン書記長兼国家主席、グエン・ティ・キム・ガン人民会議議長、グエン・スアン・フック首相などベトナムの要人と相次いで対談した。翌日の午前、金正恩委員長はホー・チ・ミン主席の墓に献花したが、ベトナム側からは主席府弁公室のダオ・ビエット・チュン主任と一時帰国中のビン大使が参列している。3月5日、ベトナム公式親善訪問を成功裏に終えた金正恩委員長が帰国した。
2019年3月9日、李容浩外相が金正恩委員長のベトナム公式親善訪問の成果を祝って、ビン大使を筆頭とする駐朝ベトナム大使館員をもてなすための夕食会を催した。